# Alex Yee
Alex Yee (n. 18 februarie 1998, Greater London, Anglia, Regatul Unit) este un triatlonist ce a reprezentat Regatul Unit al Marii Britanii și al Irlandei de Nord, medaliat olimpic. A participat la o ediție a Jocurilor Olimpice (2020) în care a câștigat o medalie de aur și o medalie de argint.